# Santa Olalla de Yeltes
Santa Olalla de Yeltes es una localidad española del municipio de La Fuente de San Esteban, perteneciente a la provincia de Salamanca, en la comunidad autónoma de Castilla y León.

## Historia
Hacia mediados del siglo XIX, el lugar, por entonces con ayuntamiento propio, tenía contabilizada una población de 170 habitantes. Aparece descrito en el decimosegundo volumen del Diccionario geográfico-estadístico-histórico de España y sus posesiones de Ultramar de Pascual Madoz de la siguiente manera:

OLALLA (Sta.): l. con ayunt. en la prov. de Salamanca (10 leg,), part. jud, y dióc. de Ciudad-Rodrigo (6), aud. terr. de Valladolid y c. g. de Castilla la Vieja. Está sit. en terr. llano bien ventilado; el clima es saludable y benigno sin conocerse enfermedades especiales. Se compone de unas 30 casas bajas y poco cómodas; tiene una igl. parr. de entrada con lo advocacion del nombre del pueblo cuyo curato es dependiente de la vicaria de Boadilla; una fuente de agua de regular calidad y un cementerio que en nada perjudica á la salud pública. Confina el térm. por el N. con el de Boadilla; E. Cabrillas; S. Fresneda y Campocerrado y O. Martin del Rio. El terreno es de buena calidad para pastos y ganado. Los caminos conducen á los pueblos inmediatos en mal estado. prod.: mucho trigo y de buena calidad, escelentes pastos, arvejas y garbanzos aunque no muy buenos. ind.: esclusivamente la agrícola. pobl.: 30 vec.; 170 alm. riqueza prod.: 558,475 rs. imp.: 27,923.
(Madoz, 1849, p. 228)

En la actualidad pertenece al municipio de La Fuente de San Esteban. En 2022, la entidad singular de población tenía empadronados 39 habitantes y el núcleo de población 37 habitantes.

## Geografía humana

### Demografía
| Gráfica de evolución demográfica de Santa Olalla de Yeltes entre 1842 y 1970 |
| |
| Población de derecho según los censos de población del INE Población de hecho según los censos de población del INEEn estos censos se denominaba Santa Olaya: 1842, 1857, 1860, 1877, 1887, 1897, 1900 y 1910 Entre el censo de 1981 y el anterior, este municipio desaparece porque se agrupa en el municipio 37135 (La Fuente de San Esteban) |